# Vlag van Puntarenas

Vlag van Puntarenas

De vlag van Puntarenas toont twee driehoeken in de kleuren rood en groen, met daartussenin een witte en een blauwe diagonale baan. Over de twee banen staat een gele elfpuntige ster met daarop in zwarte letters het jaartal 1848. Puntarenas nam deze vlag in gebruik op 7 april 1994.